# Liste der Kulturdenkmale in Klietz
In der Liste der Kulturdenkmale in Klietz  sind alle  Kulturdenkmale der Gemeinde Klietz und ihrer Ortsteile aufgelistet. Grundlage ist das Denkmalverzeichnis des Landes Sachsen-Anhalt, das auf Basis des Denkmalschutzgesetzes des Landes Sachsen-Anhalt vom 21. Oktober 1991 durch das Landesamt für Denkmalpflege und Archäologie Sachsen-Anhalt erstellt und seither laufend ergänzt wurde (Stand: 24. Februar 2015).

## Kulturdenkmale nach Ortsteilen

### Klietz
| Lage                         | Bezeichnung | Beschreibung | Erfassungs- nummer | Ausweisungsart | Bild           |
| ---------------------------- | ----------- | --- | ------------------ | -------------- | -------------- |
| Kirchplatz (Karte)           | Kirche      | Westbau 1816–1819 nach Blitzschlag neu in Anwandlung und mit Material des Vorgängers; Turm in der Mitte 1894–1896; Schiff von 1220–1250 nach Schäden im 2. WK wiederhergestellt; mit Rundbogen angeschlossener Chor heute Ruine als Gedenkstätte, spätromanisch mit Rundbogenfenstern aber (nur noch in Ansätzen erhaltenen) gotischen Kreuzrippengewölben | 094 36319          | Baudenkmal     | Weitere Bilder |
| Mittelstraße 7 (Karte)       | Wohnhaus    | | 094 36321          | Baudenkmal     | BW             |
| Mittelstraße 10 (Karte)      | Wohnhaus    | | 094 36320          | Baudenkmal     | BW             |
| Mühlenstraße (Karte)         | Mühle       | | 094 36329          | Baudenkmal     | Mühle          |
| Rathenower Straße 2 (Karte)  | Bauernhaus  | | 094 36323          | Baudenkmal     | BW             |
| Rathenower Straße 12 (Karte) | Wohnhaus    | | 094 36322          | Baudenkmal     | BW             |

### Lübars
| Lage                  | Bezeichnung | Beschreibung                                                                                       | Erfassungs- nummer | Ausweisungsart | Bild           |
| --------------------- | ----------- | -------------------------------------------------------------------------------------------------- | ------------------ | -------------- | -------------- |
| Dorfstraße (Karte)    | Kirche      | Wohl spätgotischer Backsteinsaal mit 3/6-Schluss, schieferverkleideter Westturm Foto bei mapio.net | 094 36345          | Baudenkmal     | Weitere Bilder |
| Dorfstraße 23 (Karte) | Bauernhof   | | 094 36346          | Baudenkmal     | BW             |

### Neuermark
| Lage                           | Bezeichnung  | Beschreibung | Erfassungs- nummer | Ausweisungsart | Bild           |
| ------------------------------ | ------------ | --- | ------------------ | -------------- | -------------- |
| Dorfstraße (Karte)             | Kirche       | Frühgotischer Backsteinsaal mit ausgedehnter frühneuzeitlicher Ostverlängerung samt verlorenem nördlichem Anbau (großer vermauerter Rundbogen). Dort drei Korbbogenportale, davon eines in der Vermauerung des großen Rundbogens. Westturm neoromanisch. | 094 36349          | Baudenkmal     | Weitere Bilder |
| Dorfstraße vor Nr. 111 (Karte) | Distanzstein | | 094 36347          | Kleindenkmal   | Distanzstein   |
| Dorfstraße vor 111 (Karte)     | Wegweiser    | | 094 36348          | Kleindenkmal   | BW             |

### Scharlibbe
| Lage                                                       | Bezeichnung        | Beschreibung                                                                            | Erfassungs- nummer | Ausweisungsart | Bild               |
| ---------------------------------------------------------- | ------------------ | --------------------------------------------------------------------------------------- | ------------------ | -------------- | ------------------ |
| Wegekreuz im Wald, zwischen Scharlibbe und Mahlitz (Karte) | Wegweiser          |                                                                                         | 094 50262          | Kleindenkmal   | BW                 |
| Bahnhofstraße, Hauptstraße (Karte)                         | Denkmal            | Das Denkmal erinnert an sowjetische Soldaten, die im Zweiten Weltkrieg ums Leben kamen, | 094 36315          | Kleindenkmal   | Denkmal            |
| Hauptstraße (Karte)                                        | Kirche             | neoromanisch                                                                            | 094 36316          | Baudenkmal     | Kirche             |
| Hauptstraße 8 (Karte)                                      | Wirtschaftsgebäude |                                                                                         | 094 36317          | Baudenkmal     | Wirtschaftsgebäude |
| Hauptstraße 27 (Karte)                                     | Pfarrhaus          |                                                                                         | 094 35804          | Baudenkmal     | Pfarrhaus          |
| Meisterberg 4 (Karte)                                      | Bauernhof          |                                                                                         | 094 36318          | Baudenkmal     | Bauernhof          |

## Legende
In den Spalten befinden sich folgende Informationen:
- Lage: Nennt den Straßennamen und wenn vorhanden die Hausnummer des Kulturdenkmals. Die Grundsortierung der Liste erfolgt nach dieser Adresse. Der Link „Karte“ führt zu verschiedenen Kartendarstellungen und nennt die geographischen Koordinaten.
Link zu einem Kartenansichtstool, um Koordinaten zu setzen. In der Kartenansicht sind Baudenkmale ohne Koordinaten mit einem roten bzw. orangen Marker dargestellt und können in der Karte gesetzt werden. Baudenkmale ohne Bild sind mit einem blauen bzw. roten Marker gekennzeichnet, Baudenkmale mit Bild mit einem grünen bzw. orangen Marker.
- Offizielle Bezeichnung: Nennt den Namen, die Bezeichnung oder zumindest die Art des Kulturdenkmals und verlinkt, soweit vorhanden, auf den Artikel zum Objekt.
- Beschreibung: Nennt bauliche und geschichtliche Einzelheiten des Kulturdenkmals, vorzugsweise die Denkmaleigenschaften.
- Erfassungsnummer: Für jedes Kulturdenkmal wird in Sachsen-Anhalt eine 20stellige Erfassungsnummer vergeben. Die letzten zwölf Ziffern werden für die Untergliederung nach Teilobjekten genutzt und werden nur angegeben, soweit vergeben. In dieser Spalte kann sich folgendes Icon  befinden, dies führt zu Angaben zu diesem Baudenkmal bei Wikidata.
- Ausweisungsart: Die Einordnung des Denkmales nach § 2 Abs. 2 DenkmSchG LSA
- Bild: Ein Bild des Denkmales, und gegebenenfalls einen Link zu weiteren Fotos des Kulturdenkmals im Medienarchiv Wikimedia Commons. Wenn man auf das Kamerasymbol klickt, können Fotos zu Kulturdenkmalen aus dieser Liste hochgeladen werden: